# Lisbeth Nypan
Lisbet Nypan (nacida Elisabeth Pedersdotter Kulgrandstad; c. 1610 - septiembre de 1670) fue una presunta bruja noruega. Como una de las víctimas más famosas de la caza de brujas en su país, fue también la penúltima acusada en ser ejecutada por brujería en Noruega.
El caso contra Lisbet y su marido, Ole Nypan, es el único juicio por brujería descrito por Rossell Hope Robbins en su libro de 1959, Enciclopedia de Brujería y Demonología. Su fama creció muchos años más tarde, en 1962, cuando su historia fue dramatizada por Torbjørn Prestvik en su novela, Lisbet Nypan: Den siste hekseprosess i Trøndelag som førte til bål og brann (Lisbet Nypan: El último juicio por brujería en Trøndelag, desde el principio hasta la quema).

## De fondo
Lisbet nació como Elisabeth Pedersdatter, de la granja Kulgrandstad en Høllandet (actualmente, Hølonda), 40 kilómetros al suroeste de Trondheim, en el distrito de Trøndheim ("Trøndhjems amt", ahora Sør-Trøndelag). No fue la única miembro de su familia acusada de bruja. Su hermana fue también tachada de bruja. No se conoce con exactitud cuándo y dónde Lisbet se casó con el granjero y posadero Ole Nypan (circa 1602–1670).  Los registros parroquiales para Høllandet no empiezan hasta 1732. Aun así, se sabe que en 1670, el año de su juicio, era una sexagenaria, con cuatro hijos adultos: Ingeborg, Ane, Marit y Peder. El apellido de la familia procedía de su granja ancestral, Nypan, en Leinstrand, justo al sur de la ciudad de Trondheim, en Sør-Trondelag (Leinstrand es ahora un barrio de Trondheim.)

## Juicio
Los cargos contra Lisbet y Ole se presentaron en 1670, cuando demandaron en los tribunales por calumnia, pero su caso se volvió rápidamente en su contra. Esto llevó a un interrogatorio en Leinstrand y más tarde en las salas del tribunal del Lagting en Trondheim. El juicio duró seis meses, de marzo a septiembre de 1670. Según los testimonios de testigos, Lisbet había tenido reputación como curandera desde la década de 1640. La gente acudía a menudo a ella buscando remedio para sus enfermedades y sufrimientos. Los métodos utilizados eran una mezcla de creencias cristianas, artes nigrománticas y medicina natural. Uno de sus métodos era "leer en sal", que era una antigua tradición popular. Recitaba una oración sobre la sal, la cual era después ingerida por el paciente. Varios testigos reclamaron que se sentían mejor después del tratamiento de Lisbet. Cuatro de sus versos fueron registrados y preservados en los documentos del caso. Uno de ellos fue utilizado por Lisbeth, recitándolo durante su juicio. Son las líneas siguientes:
"For Reene
"Jesus red over de He, han steed udaf
"va lagde i Leg, Herren i Hou og Huud med Ben
"heelt siden som før. Guds Ord. Amén."
["Para Pureza
"Jesús montó sobre el páramo, se adelantó,
"e hizo la pierna, Señor en carne, piel, huesos,
"nunca desde entonces como antes. Palabra de Dios. Amén."]
Lisbet cobraba por sus servicios. Esto hizo sospechar a la gente, y empezaron a temer que los enfermaba con magia para ganar dinero. Cuando las personas o los animales se ponían enfermos, los rumores se extendían. No ayudó que Ole a menudo recordaba a las personas con quién estaba casado cuando discutía con otros. Lisbet admitió en el tribunal que había utilizado el nombre de Dios para curar, pero que nunca usó sus poderes para hacer daño a nadie. Dijo que ella y su marido eran víctimas de mentiras y chismes. El tribunal no la creyó, reclamando que utilizó las oraciones para solicitar ayuda de Satanás y no de Dios.
El sacerdote parroquial de Leinstrand, Ole Mentsen, y el alguacil Hans Evertsen Meyer (1615-1688) intentaron persuadir a la pareja de que confesara. Pero ambos mantuvieron su posición sin admitir culpabilidad ni mostrar remordimiento, incluso después del encarcelamiento y tortura. Esto fue considerado como un acto de desprecio hacia el tribunal y probablemente contribuyó a la severidad del castigo. El veredicto dijo que no pudieron llegar a "la confesión correcta" debido a sus enlaces cercanos con el Diablo. El juez Willem Knutsen y el tribunal vieron a Lisbet más culpable de brujería que Ole. Por tanto, fue sentenciada a ser quemada viva en la hoguera, mientras su marido fue sentenciado a ser decapitado. 
Las sentencias fueron confirmadas por el lagman (Juez Superior) Hans Mortensen Wesling (1620-1671) el 5 de septiembre de 1670. Las fuentes difieren en los detalles de dónde exactamente fue Lisbet ejecutada. Algunos dicen que tuvo lugar ante el palacio del Arzobispo en Trondheim, otros en el mercado de pescado, mientras otros dicen que fue ejecutada en el Galgeberg en Ila, justo fuera de las puertas del oeste de la ciudad. Lisbet Nypan tenía alrededor de 60 años cuando fue ejecutada y su marido aproximadamente 67.

## Legado
El 17 de mayo de 2005, una escultura fue descubierta para conmemorar a Lisbet Nypan en la Escuela de Primaria Nypvang en Leinstrand. Fue diseñada por Steinar Garberg. Una carretera en Kattem lleva también el nombre de Lisbet Nypan.